# پروفسور ایکس
چارلز فرانسیس اگزاویر معروف به پروفسور ایکس (به انگلیسی: Professor X)، یک شخصیت خیالی در کتاب‌های کامیک منتشر شده توسط مارول کامیکس است، که به عنوان رهبر و مؤسس مردان ایکس به‌شمار می‌رود. این شخصیت توسط نویسنده استن لی و طراح جک کربی خلق شده است و برای اولین بار، در نخستین مجلهٔ مردان-ایکس در سپتامبر ۱۹۶۳ میلادی معرفی شد.
پروفسور ایکس عضو یکی از زیرشاخه‌های بشریت با نام جهش‌یافته‌ها به‌شمار می‌رود. وی مؤسس و رهبر اصلی گروه مردان ایکس و بنیان‌گذار مدرسهٔ جهش‌یافته‌ها است. او غالباً به عنوان نمایندهٔ انسان‌های جهش‌یافته شناخته می‌شود. هدف او (و مردان ایکس) حفاظت از انسان‌ها در برابر جهش یافته‌های شرور و تضمین امنیت سایر جهش یافته‌ها در برابر خطرات احتمالی انسان‌های عادی است. به همین دلیل او مجبور به مقابله با بعضی از انسان‌ها و بسیاری از جهش یافته‌های دیگر (از جمله دوست سابقش مگنیتو و گروهش) می‌شود.
او همچنین مخترع دستگاهی به نام سیریبرو است که با استفاده از آن می‌تواند تا فواصل بسیار دور جهش‌یافته‌ها را پیدا کند.
پروفسور ایکس از کمر به پایین فلج می‌باشد. او از ویلچری استفاده می‌کند که روی چرخ‌های آن علامت "X" دیده می‌شود. وی در نوجوانی و کمی پس از آشکار شدن توانایی‌های ویژه‌اش، شروع به از دست دادن موهای سر خود کرد تا این که کاملاً کچل شد.
پاتریک استوارت تا به حال نقش او را در هفت قسمت از مجموعه فیلم‌های مجموعه فیلم‌های مردان ایکس ایفا کرده است. در حالی که جیمز مک‌آووی نقش چارلز اگزاویر جوان را در فیلم‌های مردان ایکس: کلاس اول، مردان ایکس: آپوکالیپس و دارک فینکس ایفا کرده است، و هر دوی آن‌ها در فیلم مردان ایکس: روزهای گذشته آینده، در دو بازهٔ زمانی مختلف (زمان حال و گذشته) به ایفای نفش پرداخته‌اند. لارنس بلچر هم در فیلم مردان ایکس: کلاس اول نقش دورهٔ نوجوانی او را بازی کرده است.
این شخصیت همچنین در پویانمایی و سریال‌های زیادی نیز حضور داشته است. به علاوه، در بسیاری از بازی‌های ویدئویی مرتبط، پروفسور ایکس یکی از شخصیت‌های بازی است که معمولاً به علت معلولیتش، نمی‌توان کنترل وی را بدست گرفت.

## شخصیت در نگاهی کلی

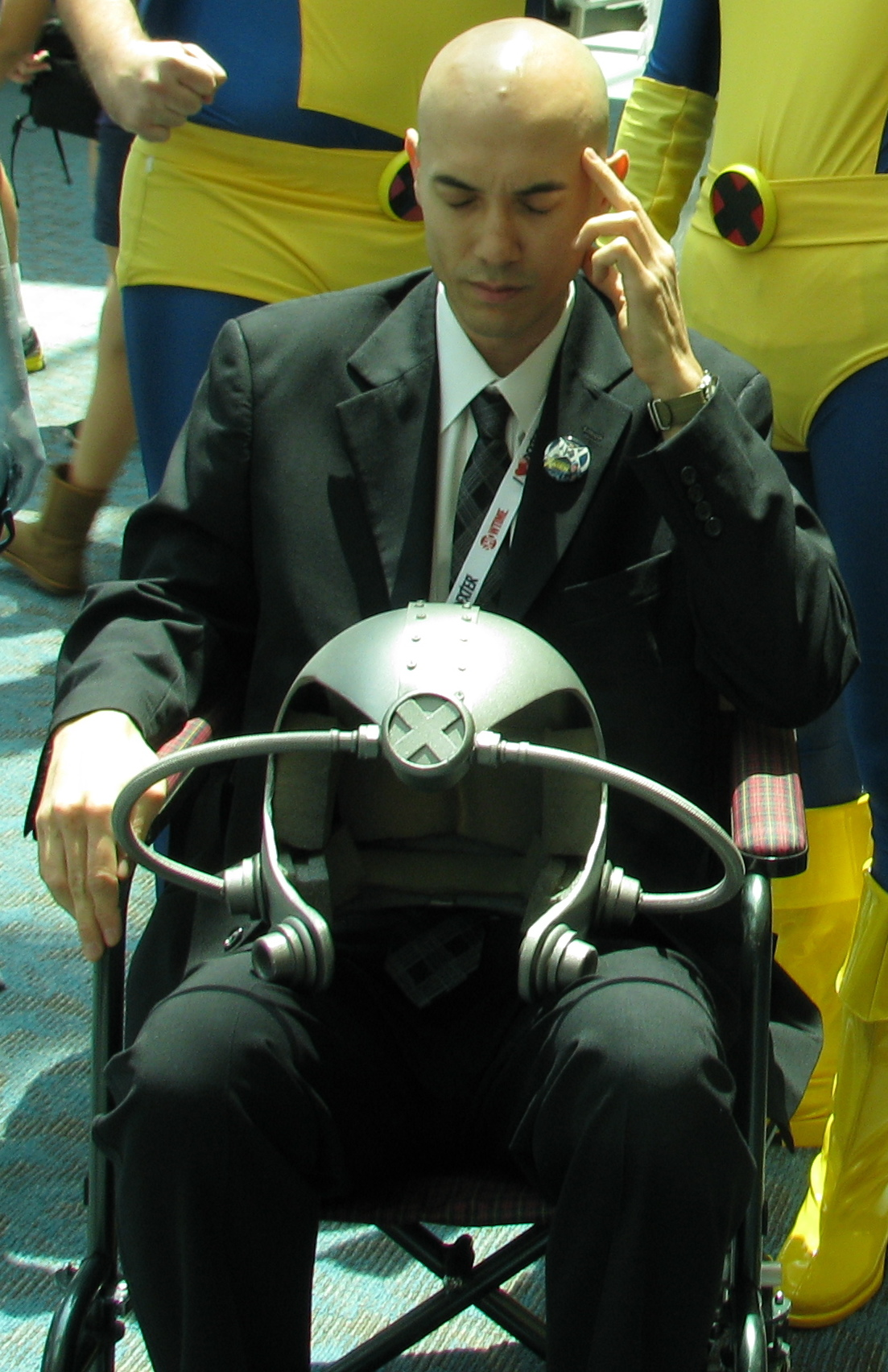
پروفسور ایکس با نام واقعی چارلز خاویر

در دنیای خیالی مارول، گروهی از انسان‌ها در نتیجهٔ جهش ژنتیکی (که در دوران جنینی اتفاق می‌افتد)، از قدرت‌های ویژه‌ای برخوردار هستند که معمولاً این قدرت‌ها در دورهٔ نوجوانی آشکار می‌شود. این افراد جهش‌یافته (به انگلیسی: Mutant) نامیده می‌شوند.
پروفسور ایکس، یکی از این انسان‌های جهش یافته است. وی مؤسس و رهبر اصلی گروه مردان ایکس و بنیان‌گذار مدرسهٔ جهش یافته‌ها است. بعضی از نهادهای دولتی و گروهی از انسان‌های معمولی (و همین‌طور جهش‌یافته)، او را به عنوان نماینده جهش یافته‌ها به رسمیت می‌شناسند؛ و او را مسئول اصلی گفتگو و حفظ صلح بین دو گروه می‌دانند.

### رؤیای اگزاویر
پروفسور ایکس رؤیایی بزرگ در سر دارد: این که جهش یافته‌ها و سایر انسان‌ها بتوانند با صلح و آرامش در کنار یکدیگر زندگی کنند و با هم برابر باشند. تحقق پیدا کردن این رؤیا اصلاً کار آسانی نیست، ولی پروفسور به همراه شاگردان مدرسه و گروه ابرقهرمانی‌اش، تمام تلاششان را در این راه می‌کنند.

### ترس و امید
بسیاری از انسان‌ها، از جهش یافته‌ها و قدرت‌هایشان هراس دارند و نسبت به آن‌ها و اهدافشان بدگمان هستند. در مقابل بسیاری از جهش یافته‌ها همین احساسات را نسبت به سایر انسان‌ها دارند و فکر می‌کنند که نمی‌توان در کنار انسان‌ها با صلح زندگی کرد.
بعضی از انسان‌های عادی، باور دارند که یگانه راه کنار آمدن با جهش یافته‌ها (و «نجات» انسان‌های عادی از انقراض)، از بین بردن همهٔ جهش یافته هاست. این گروه معمولاً سعی می‌کنند با خطرناک جلوه دادن جهش‌یافته‌ها، جامعه را از آن‌ها منزجر کنند تا راحت‌تر بتوانند به اهداف خود برسند. البته این ترس چندان هم بی‌پایه و اساس نیست؛ بعضی از جهش یافته‌ها واقعاً شرور هستند. بعضی باور دارند که اساساً «نباید» با دیگر انسان‌ها در صلح زندگی کرد. آن‌ها اعتقاد دارند که جهش یافته‌ها به خاطر قدرت‌هایشان برتر از سایر انسان‌ها هستند و باید بر آن‌ها حکومت کنند. هیچ‌کدام از این دو گروه، از نابود کردن یکدیگر برای رسیدن به هدفشان ابایی ندارند؛ و تقابل آن‌ها می‌تواند به فاجعه ختم شود. فاجعه‌ای برای همهٔ انسان‌ها.
در این میان، افرادی مانند پروفسور ایکس به دنبال حفظ صلح و برابری بین همهٔ انسان‌ها هستند. او و گروه مردان ایکس، برای حفظ صلح باید با بسیاری از انسان‌ها و جهش یافته‌ها مبارزه کنند. اما بزرگ‌ترین دشمن آن‌ها ترس است؛ ترسی که بر روابط دو گروه سایه افکنده است. به منظور از بین بردن این ترس، پروفسور سعی می‌کنند در مواجهه با جامعه و مقابله با دشمنان، تا حد امکان از روش‌های صلح آمیز استفاده کند. واژه‌ای که پروفسور خیلی به آن ایمان دارد، واژهٔ «امید» است؛ امید به حفظ صلح، پشیمانی جهش یافته‌ها و انسان‌های شرور از کارهایشان، امید به هدایت شاگردانش به مسیر درست و …
پروفسور در زمان صحبت با نسخهٔ جوانتری از خودش (در فیلم مردان ایکس: روزهای گذشته آینده) این جمله را می‌گوید:
«بزرگ‌ترین قدرت ما، در آغوش گرفتن و تحمل دردهای دیگران، بدون آسیب دیدن خودمان است؛ و این قدرت از انسانی‌ترین بخش وجود ما سر چشمه می‌گیرد: امید.»
و همچنین می‌گوید:
«این که کسی اشتباه می‌کند و راهش را گم می‌کند، به این معنی نیست که برای همیشه گم شده است و نمی‌توان نجاتش داد.»

### بنیان‌گذار مدرسهٔ جهش یافته‌ها و گروه مردان ایکس
تجربه‌های پروفسور قبل از تشکیل گروه مردان ایکس و رویارویی و گاهی درگیری با چند جهش یافتهٔ دیگر، به آرامی پروفسور را در مسیری قرار می‌دهد که حفظ صلح و برابری بین همهٔ انسان‌ها و حفاظت از جهش یافته‌ها را به عنوان هدف خود دنبال کند. او به منظور رسیدن به این هدف، خانهٔ اجدادی خود در نیویورک را تبدیل به مدرسه‌ای برای جهش یافته‌ها می‌کند تا از سنین کم بتوانند قدرت‌های خود را کنترل کنند، آن را در مسیر درست به کار گیرند؛ و به خطری برای جامعه تبدیل نشوند.
وی همچنین از میان شاگردانش، گروهی به عنوان مردان ایکس میاورد. این گروه به عنوان نمونه‌ای از جهش یافته‌ها که در مسیر درست مبارزه می‌کنند، موفق می‌شوند به مرور زمان، اعتماد بسیاری از انسان‌ها را جلب کنند. پروفسور در مدرسه‌اش امکانات و وسایل پیشرفتهٔ زیادی به وجود میاورد. یکی از این وسایل دستگاهی به نام سیریبرو است. با استفاده از این دستگاه، او می‌تواند تا فواصل بسیار دور جهش یافته‌ها را ردیابی کند.

### پیش نویس‌های اگزاویه
پیش‌نویس‌های اگزاویه (به انگلیسی: Xavier Protocols)، عبارتست از مجموعه‌ای از تدابیر و نقشه‌هایی که توسط پروفسور ایکس گردآوری شده است. این پیش‌نویس‌ها حاوی بهترین روش شکست دادن بعضی جهش یافته‌ها هستند. حتی پروفسور در مورد بهترین روش شکست دادن خود و دیگر اعضای مردان ایکس تحقیق کرده است، که در صورت تبدیل شدن هر کدام به موجودی شرور، سایرین بتوانند با او مقابله کنند.
هر کدام از این پیش‌نویس‌ها، باید توسط چند نفر از مردان ایکس فعال شوند، و به این صورت کار می‌کنند که ابتدا توضیحی دربارهٔ روش مقابله با فرد مورد نظر ارائه می‌دهند و سپس وسایل لازم برای این کار را تولید می‌کنند.
از جمله اعضای مردان ایکس که سایرین برای مقابله با آن‌ها (در مقطعی خاص)، از این پیش‌نویس‌ها استفاده می‌کنند، می‌توان به پروفسور ایکس، ولورین، استورم، نایت‌کرالر ،کولوسوس، روگ ،شَدوکت، گمبیت و کیبل اشاره کرد.

### اقتباس از دنیای واقعی
شخصیت پروفسور ایکس، از شخصیت مارتین لوتر کینگ جونیور الگو برداری شده است. او رهبر سیاهپوست جنبش حقوق مدنی بود که با روش‌های صلح آمیز به دنبال برابری بین سیاه پوستان و بقیه مردم ایالات متحده آمریکا بود.
طبق گفتهٔ استن لی، یکی از نویسندگان اصلی شرکت مارول کامیکس، چهرهٔ پروفسور ایکس از روی چهرهٔ یول برینر، بازیگر برنده جایزه اسکار الگو برداری شده است.

## زندگینامهٔ تخیلی شخصیت

### خاستگاه
چارلز فرانسیس اگزاویه، در نیویورک و در خانواده‌ای ثروتمند متولد شد. او فرزند برایان اگزاویه، یک دانشمند هسته‌ای شناخته شده بود و مادرش شارون اگزاویه نام داشت.
زمانی که چارلز به سن نوجوانی رسید، پدرش در اثر حادثه‌ای درگذشت. مدتی بعد، کورت مارکو، همکار پدر چارلز، از شارون (مادر چارلز) خواستگاری کرد و این دو با هم ازدواج کردند. کورت پس از ازدواج، در خانهٔ اجدادی خاندان اگزاویه ساکن شد. در همین دوران بود که اولین قدرت چارلز آشکار شد: او می‌توانست ذهن دیگران را بخواند. برای مدتی چارلز فکر می‌کرد که دیوانه شده است. او در ابتدا نمی‌توانست قدرت‌های خود را به خوبی کنترل کند ولی با خواندن ذهن کورت، دریافت که او تنها به علت به دست آوردن ثروت پدر فقیدش، با مادرش ازدواج کرده است.
کورت قبلاً ازدواج کرده بود و ثمرهٔ این ازواج پسری بود به نام کِین که تقریباً هم سن چارلز بود. رابطهٔ کورت و کین اصلاً خوب نبود، ولی با این حال کین مدتی بعد برای زندگی نزد پدرش آمد و در خانهٔ اجدادی اگزاویه نزد چارلز و مادرش ساکن شد.
به زودی کورت بی اعتنایی به شارون را شروع کرد و این رفتار وی باعث شد شارون به مصرف الکل روی بیاورد. کورت همچنین با چارلز و کین بسیار بد رفتار می‌کرد. کین هم برای جبران رفتار بد پدرش، با چارلز بد رفتاری می‌کرد. چارز سعی کرد ذهن کین را بخواند تا بتواند آسیب‌های روانی او را شناسایی کند و به این ترتیب به او کمک کند؛ ولی او هنوز نمی‌توانست به‌طور کامل از این قدرتش استفاده کند؛ بنابراین کین متوجه خوانده شدن ذهنش توسط چارلز شد و رابطهٔ این دو از قبل هم بدتر شد.
به زودی شارون در اثر مصرف الکل در گذشت. رفتار کورت با بچه‌هایش، بعد از مرگ همسرش بهبود پیدا کرد. مدتی بعد، چارلز و کین در آزمایشگاه کورت با هم درگیر شدند. مشاجرهٔ آن‌ها باعث شد که آزمایشگاه منفجر شود. کورت قبل از انفجار هر دوی آن‌ها را نجات داد ولی خود به شدت زخمی شد و لحظاتی بعد در گذشت. البته قبل از مرگش اعتراف کرد که در مرگ برایان مقصر بوده و شاید می‌توانسته او را نجات دهد.
چارلز به کمک قدرت‌ها و همین‌طور نبوغ ذاتی‌اش، به یک دانش آموز و ورزشکار ممتاز تبدیل شد. البته او قدرت‌هایش را از همه مخفی می‌کرد. قدرت‌های چارلز باعث شد که او تا زمان فارغ‌التحصیلی از دبیرستان، تمام موهای سرش را از دست بدهد و کاملاً کچل شود.
چارلز که از ضریب هوشی بالایی برخوردار بود دورهٔ دبیرستان را بسیار زود پشت سر گذاشت و در شانزده سالگی از دانشگاه هاروارد فارغ‌التحصیل شد.
در سال‌های بعد و در ادامهٔ تحصیلاتش در دانشگاه‌های هاروارد و آکسفورد و اقامتش در لندن، او توانست مدرک پی‌اچ‌دی را در رشته‌های ژنتیک، بیو فیزیک، روان‌شناسی و انسان‌شناسی به دست آورد. همچنین در زمان اقامت چند ساله‌اش در لندن، توانست مدرک دکترای روان‌پزشکی را کسب کند.
در زمان فارغ‌التحصیلی در رشتهٔ ژنتیک، چارلز (پروفسور چارلز) با یک دختر اسکاتلندی به نام مویرا کینراس آشنا می‌شود که او نیز در رشتهٔ ژنتیک تحصیل می‌کند. این دو عاشق هم می‌شوند و تصمیم می‌گیرند که ازدواج کنند؛ ولی چارلز به زودی برای خدمت نظامی در جنگ کره احضار می‌شود. چارلز و مویرا تصمیم می‌گیرند ازدواجشان را به بعد از پایان خدمت سربازی چارلز موکول کنند.
چارلز در زمان جنگ کره، به عنوان یکی از بهترین نیروها در عملیات‌های شناسایی و نجات شناخته می‌شد. او در خلال جنگ، دوباره با
برادرخوانده‌اش کِین ملاقات کرد و همچنین شاهد مرگ او نیز بود. گر چه کِین در واقع نمرد و بعدها در قالب شخصیت جاگرنات به دشمنی خود با چارلز ادامه داد.
در همین زمان، چارلز نامه‌ای از مویرا دریافت کرد. مویرا در این نامه نوشته بود که دیگر قصد ازدواج با او را ندارد. چارلز به شدت از این اتفاق ناراحت شد. (گر چه بعدها معلوم شد که مویرا مجبور شده بر خلاف میلش با پیرمردی به نام جوزف مک‌تاگرت ازدواج کند. چارلز و مویرا در آینده، کارهای بزرگی در کنار یک دیگر انجام دادند)

### سفر به دور دنیا
چارلز که از به هم خوردن قرار ازدواجش با مویرا، به شدت افسرده شده بود، تصمیم می‌گیرد بعد از پایان خدمت سربازی اش، به دور دنیا سفر کند.
در زمان سفر در مصر و در قاهره، او با یک دختر بچهٔ آفریقایی-آمریکایی به نام اُرورو مونرو آشنا می‌شود که برای گذران زندگی دزدی می‌کند. (اُرورو مانند پروفسور یک جهش یافته است و بعدها به یکی از اعضای کلیدی مردان ایکس تبدیل می‌شود و با نام استورم شناخته می‌شود). چارلز همچنین با شخصی به نام فاروق آشنا می‌شود که رهبر یک گروه خلافکار مصری است. فاروق هم یک جهش یافته است و نام ابر قهرمانی او، شدو کینگ است. چارلز با او و گروهش مبارزه می‌کند و آن‌ها را شکست می‌دهد. البته فاروق از دست او فرار می‌کند.
پروفسور چارلز اگزاویه، در ادامهٔ سفرش در خاورمیانه در یک کلینیک که دوستش آن را اداره می‌کند، مشغول به کار می‌شود. او در آن جا با مردی هم سن خودش به نام مَگنِس (که بعدها با نام مگنیتو شناخته می‌شود) آشنا می‌شود که به‌طور داوطلبانه در کلینیک کار می‌کند. او همچنین با زنی به نام گابریل هالر آشنا می‌شود که در حالت کما قرار دارد. پروفسور با استفاده از قدرت‌های ذهنی‌اش، موفق می‌شود گابریل را از حالت کما نجات دهد. این دو بعداً عاشق هم می‌شوند و با هم ازدواج می‌کنند.
چارلز و اِریک به دوستانی صمیمی تبدیل می‌شوند، گرچه هیچ‌کدام ابتدا متوجه جهش یافته بودن یک دیگر نمی‌شوند. در طول زمان، این دو دربارهٔ این که اگر بشر با نژاد جدیدی از انسان‌های قدرتمند رو به رو شود، چه پیش می‌آید، بحث و تبادل نظر می‌کنند. در واقع منظور هر دوی آن‌ها از انسان‌های قدرتمند، جهش یافته‌ها هستند که خود یکی از آن‌ها به حساب میایند. چارلز خوش بین است و باور دارد که انسان‌ها و جهش یافته می‌توانند با صلح و آرامش در کنار یک دیگر زندگی کنند. اریک که در نوجوانی، شاهد مرگ پدر، مادر و خواهرش به دست نازی‌ها بوده است، باور دارد که اگر انسان‌ها از وجود چنین گروهی با خبر شوند، بی درنگ اقدام به نابود کردن آن می‌کنند، هم چنان‌که در طول تاریخ بسیاری از اقلیت‌ها به همین صورت نابود شده‌اند. (مَگنِس باور دارد که تنها راه نابود نشدن جهش یافته‌ها، حکومت آن‌ها بر انسان هاست)
مدتی بعد، شخصی به نام بارون استراکر (با ویلیام استرایکر اشتباه نشود)، که سابقاً یک افسر نازی بوده و در آن زمان به عنوان ماًمور سازمان تروریستی هایدرا فعالیت می‌کرد، به منظور پیدا کردن بخشی از طلای نازی‌ها به منطقه می‌آید. او گابریل (همسر پروفسور) را می‌دزدد چرا که او از محل مخفی شدن طلاها با خبر است. چارلز و اریک برای نجات گابریل اقدام می‌کنند و در این هنگام (که از قدرت‌های خود استفاده می‌کنند)، از جهش‌یافته بودن یک دیگر مطلع می‌شوند. مَگنِس می‌خواهد بارون استراکر را به قتل برساند، ولی چارلز جلوی او را می‌گیرد و استراکر فرار می‌کند.
در نتیجهٔ این اتفاقات، چارلز و اریک به متفاوت بودن دیدگاه‌های خود دربارهٔ رابطهٔ انسان‌ها و جهش یافته‌ها پی می‌برند. اریک به همراه طلاها، چارلز را ترک می‌کند و برای زندگی و همین‌طور دنبال کردن هدفش، به نقاط دیگر دنیا می‌رود. چارلز و گابریل مدتی بعد به صورت توافقی از یک دیگر جدا می‌شوند. هیچ‌کدام از این دو در آن مقطع از باردار بودن گابریل مطلع نمی‌شوند. فرزند گابریل چند ماه بعد متولد می‌شود. گابریل نام دیوید را برای او انتخاب می‌کند. دیوید هم مانند پدرش یک جهش یافتهٔ بسیار قدرتمند است. او بعدها با نام لژیون شناخته می‌شود. پروفسور تا سال‌ها از وجود پسرش بی‌خبر است.
پروفسور در ادامهٔ سفرش، به کوهستان هیمالیا می‌رود. در آن جا، او متوجه می‌شود که گروهی از موجودات فضایی قصد حمله به کرهٔ زمین را دارند و به این منظور، یکی از آن‌ها به نام لوسیفر برای شناسایی زمین، در کوهستان هیمالیا مستقر شده است. پروفسور با لوسیفر درگیر می‌شود. مقاومت پروفسور، باعث می‌شود که فضایی‌ها از حمله به زمین پشیمان شوند.
در طی درگیری، لوسیفر سنگ بزرگی را روی پروفسور می‌اندازد. در نتیجه این اتفاق، پروفسور از کمر به پایین فلج می‌شود. بعد از فرار لوسیفر، زنی به نام سِیج، به کمک او می‌شتابد. (سِیج بعدها به یکی از متحدین پروفسور تبدیل می‌شود).
پروفسور در هند بستری می‌شود. در طول دورهٔ بهبودی، او و یکی از پرستاران بیمارستان به نام آملیا وفت عاشق یک دیگر می‌شوند.
آن‌ها با هم ازدواج کرده و در آپارتمانی در بمبئی ساکن می‌شوند. امیلیا که یک جهش یافته است از این که چارلز دربارهٔ جهش یافتگی مطالعه می‌کند نگران است. گر چه بعد از فهمیدن این که چارلز هم یک جهش یافته است، نگرانی‌اش از بین می‌رود. این دو مدتی بعد به ایالات متحده آمریکا می‌روند و در خانهٔ اجدادی پروفسور ساکن می‌شوند. این دو مدتی در کنار هم با خوبی زندگی می‌کنند. اما زمانی که پروفسور با جهش یافته‌ای به نام اسکات سامرز آشنا می‌شود و او را به خانهٔ خود میاورد، آملیا تصمیم می‌گیرد چارلز را ترک کند. او با تفکر چارلز که انسان‌ها و جهش یافته‌ها باید با هم در صلح زندگی کنند، مخالف است. پروفسور ابتدا سعی می‌کند با استفاده از قدرت‌هایش جلوی رفتن آملیا را بگیرد، ولی خیلی زود از این عمل خود شرمسار می‌شود و می‌گذارد او برود. آملیا بعدها به یکی از پیروان مگنیتو تبدیل می‌شود.
رفتن آملیا باعث سومین شکست پروفسور در زمینهٔ ازدواج می‌شود؛ ولی انگیزهٔ پروفسور برای دنبال کردن هدفش بیشتر می‌شود. اسکات سامرز بعداً به اولین عضو تیم مرد ایکس تبدیل می‌شود.

## توانایی‌ها و قدرت‌ها
پروفسور ایکس به علت جهش یافته بودن، قدرت‌های ذاتی زیادی دارد که تقریباً همهٔ آن‌ها به ذهن او برمیگردند. وی همچنین توانایی‌های اکتسابی زیادی دارد که البته هوش بسیار او نقش اساسی را در کسب این توانایی‌ها ایفا کرده است.

### قدرت‌ها
پروفسور ایکس صاحب قدرت‌های ذهنی متفاوتی است که در زیر به آن‌ها اشاره می‌شود:
- خواندن ذهن بقیهٔ افراد و هم چنین انتقال تفکرات خود به ذهن دیگران؛ مثل این که دارند با هم صحبت می‌کنند بدون این که از دهان خود استفاده کنند. این توانایی وی تله پاتی یا دور آگاهی نامیده می‌شود. محدودهٔ دورآگاهی او تقریباً چهارصد کیلومتر مربع است. البته او می‌تواند با استفاده از دستگاه سیریبرو (که در مدرسهٔ جهش یافته‌ها قرار دارد)، در محدودهٔ بسیار بزرگتری از این توانایی خود استفاده کند. او می‌تواند ذهن افراد زیادی را به‌طور هم‌زمان کنترل کند.[۱]
- پاک کردن یک بخش یا کل حافظهٔ افراد.[۱] او از این توانایی خود برای مقابله با بعضی از دشمنانش استفاده کرده است و گاهی با جایگزینی حافظه، این دشمنان را به افراد خوبی تبدیل کرده است. بعضی از مردان ایکس، مانند ولورین با همین روش به یکی از اعضای تیم تبدیل شده‌اند. گر چه او نمی‌تواند به‌طور دائمی خاطرات دروغین را در ذهن یک نفر واقعی جلوه دهد و بالاخره متوجه جعلی بودن آن می‌شوند.
- ایجاد توهم در ذهن دیگران، برای مثال می‌تواند خود و افرادش را (از نظر سایرین) نامرئی کند. او همچنین می‌تواند طوری ذهن بقیه را کنترل کند که مثل این که خشک شده‌اند؛ یعنی هیچ عملی انجام نمی‌دهند و بعد از خروج از این حالت، آن را به یاد نمی‌آورند. او می‌تواند ذهن افراد زیادی را به‌طور هم‌زمان کنترل کند. این قدرت پروفسور (بی‌حس کردن ذهن) حالت‌های شدیدتری هم دارد که می‌تواند در شرایط خاص منجر به آسیب روانی افراد یا حتی مرگ آنان شود. اگر چه او به‌طور خود آگاه از این حالت‌ها استفاده نمی‌کند، گاهی اوقات این قدرت مخرب موجب ایجاد مشکلاتی می‌شود. برای مثال، ویلیام استرایکر، دشمن جهش یافته‌ها، یکبار سعی کرد از این قدرت پروفسور استفاده کند تا تمام جهش یافته‌ها را از بین ببرد. گر چه با دخالت مردان ایکس، نقشه اش شکست خورد.[۱۳]
- ورود به ذهن دیگران و کنترل بدن و اعمال آنها. او تنها می‌تواند بدن یک نفر را در آن واحد کنترل کند.[۱]
- ایجاد درد و معلولیت‌های ذهنی و جسمی به‌طور موقتی برای دیگران.[۱]
- بر قراری همدلی، یعنی می‌تواند از حواس پنجگانه دیگران استفاده کند. برای مثال می‌تواند از زاویهٔ دید آن‌ها نگاه کند یا آنچه را در گذشته دیده‌اند، ببیند.
- انتقال روح خود به بدن دیگران: تا به حال چند مرتبه به نظر رسیده که پروفسور کشته شده است، ولی بعداً معلوم شده بدنش از بین رفته ولی روحش در بدن دیگری به حیات خود ادامه داده و بنابراین پروفسور توانسته نزد تیمش برگردد. او با استفاده از قدرت‌هایش می‌تواند به دیگران القا کند که هنوز در بدن سابق قرار دارد.[۱]
- کنترل میزان قدرت سایر جهش یافته‌ها به وسیلهٔ (در اصطلاح) قفل کردن ذهن آنها. برای مثال او توانست قدرت جین گرِی و همین‌طور اسکارلت ویچ را برای مدت طولانی کنترل کند تا از تبدیل آن‌ها به انسان‌هایی با قدرت بسیار زیاد و مخرب جلوگیری کند. هر چند که نتوانست هیچ‌یک را برای همیشه کنترل کند.
- تعلیم دادن اعضای تیمش به صورت ذهنی، چنان‌که یک بار اعضای تیم جدیدی از مردان ایکس را در مدت چند ساعت طوری آموزش داد که گویی ماه هاست در کنار یک دیگر تمرین می‌کنند.
- او می‌تواند با استفاده از ذهنش و خواندن مراکز مربوط به زبان در مغز دیگران، زبان‌هایی را که آن‌ها صحبت می‌کنند را یاد بگیرد و هم‌زمان به دیگران آموزش دهد.
- حافظهٔ قوی

اگر چه او معمولاً بدون اجازه به ذهن افراد دیگر وارد نمی‌شود، در مواقع لازم از این قدرت‌ها برای متوقف کردن دشمنان و نجات افرادش و همین‌طور مردم عادی از موقعیت‌های خطرناک استفاده می‌کند.
پروفسور در زمان عضویت در گروه روشن ضمیران، صاحب یکی از شش گوهر جاودانگی می‌شود. هر کسی که شش گوهر را در کنار یک دیگر داشته باشد، به قدرت بسیاری دست میابد؛ بنابراین اعضای گروه، گوهرها را بین خود تقسیم می‌کنند و هر کدام از یکی نگهداری می‌کنند؛ تا با این روش مانع از این شوند که یک فرد شرور، همهٔ آن‌ها را بدست آورد. پروفسور مانند سایر اعضای سابق گروه روشن ضمیران، سوگند خورده است که هرگز از این گوهر استفاده نکند و مکان نگهداری از آن را از همگان مخفی کند.

#### راه‌های مقابله با قدرت‌های پروفسور
پروفسور ایکس در دنیای مارول یکی از قوی‌ترین اجرا کنندگان توانایی دورآگاهی است. با این حال، راه‌هایی برای مقابله با قدرت‌های ذهنی او وجود دارد. از جمله:
- بعضی تجهیزات می‌توانند جلوی قدرت‌های او را بگیرند. برای مثال مگنیتو و جاگرنات هر دو کلاه‌هایی بر سر می‌گذارند که مانع از نفوذ کسی به ذهن آن‌ها می‌شود. هم چنین در فیلم ایکس ۲: مردان ایکس متحد می‌شوند، ویلیام استرایکر وسیله‌ای مانند کلاه را روی سر پروفسور قرار می‌دهد. تا وقتی این وسیله روی سر اوست، پروفسور نمی‌تواند از قدرت‌هایش استفاده کند.
- گاهی اوقات پروفسور در مقابل سایر جهش یافته‌هایی که توانایی نفوذ به ذهن را دارند، تحت تاًثیر قرار می‌گیرد و نمی‌تواند به‌طور دلخواه از قدرت‌های خود استفاده کند.
- یکی از قدرت‌های بعضی جهش یافته این است که نمی‌توان به ذهن آن‌ها نفوذ کرد؛ بنابراین پروفسور ایکس هم نمی‌تواند به ذهن آن‌ها نفوذ کند. از بین این افراد می‌توان استورم را نام برد که یکی از مردان ایکس است.
- مگنیتو یک بار در (مجلات مردان ایکس) موفق می‌شود با استفاده از میدان الکترو مغناطیسی کرهٔ زمین، بُرد قدرت‌های پروفسور ایکس را کاهش دهد.

### توانایی‌ها
پروفسور ایکس یک نابغه با هوش بسیار زیاد است و در زمینهٔ ژنتیک، یکی از شناخته شده‌ترین دانشمندان است. او در رشته‌های ژنتیک، بیوفیزیک، روان‌شناسی و انسان‌شناسی دارای مدرک پی‌اچ‌دی است. همچنین دارای دکترای رشتهٔ روان‌پزشکی است و در زمینه‌های دیگر علمی نیز اطلاعات زیادی دارد.
پروفسور در زمان سفر خود در آسیا (در جوانی و قبل از تشکیل گروه مردان ایکس، در زمینه هنرهای رزمی مهارت پیدا می‌کند. این مهارت‌ها در کنار قدرت‌های ذهنی، پروفسور را به مبارز تن به تن قدرتمندی تبدیل می‌کند که می‌تواند حرکات حریفان را پیش‌بینی کند و بنابراین آن‌ها را شکست دهد. فلج شدن پروفسور، باعث می‌شود او دیگر نتواند از این توانایی به شکل مؤثری استفاده کند؛ ولی بعد از نابود شدن بدن اصلی اش و انتقال روح خود به بدن شخصی دیگر (که فلج نیست)، می‌تواند دوباره از این توانایی استفاده کند.

## در دیگر رسانه‌ها

### تلویزیون
این شخصیت تا به حال در کارتون‌ها و سریال‌های زیادی نیز حضور داشته است. او حضوری پر رنگ در کارتون‌ها و سریال‌های مرتبط با مردان ایکس دارد و هم چنین در بعضی کارتون‌های دیگر شخصیت‌های کمپانی مارول حضور دارد.

### سینما
این شخصیت در تمام فیلم‌های مردان ایکس حضور دارد. پاتریک استوارت تا به حال نقش او را در هفت فیلم ایفا کرده است.
جیمز مک‌آووی نیز در نقش چارلز جوان و میانسال در فیلم‌های مردان ایکس: کلاس اول و مردان ایکس: آپوکالیپس حضور دارد و هر دوی آن‌ها در فیلم مردان ایکس: روزهای گذشته آینده، در دو بازهٔ زمانی مختلف (زمان حال و گذشته) به ایفای نفش پرداخته‌اند. لارنس بلچر هم در فیلم مردان ایکس: کلاس اول نقش دوران نوجوانی او را بازی کرده است.

#### بازیگران نقش پروفسور ایکس در فیلم‌های سینمایی
| عنوان فیلم                     | لارنس بلچر (نوجوانی پروفسور) | جیمز مک‌آووی (جوانی و میانسالی پروفسور) | پاتریک استوارت (میانسالی و کهنسالی پروفسور) |
| ------------------------------ | ---------------------------- | -------------------------------------- | ------------------------------------------- |
| مردان ایکس                     |                              |                                        | آری                                         |
| ایکس ۲: مردان ایکس متحد می‌شوند |                              |                                        | آری                                         |
| مردان ایکس: آخرین ایستادگی     |                              |                                        | آری                                         |
| خاستگاه مردان ایکس: ولورین     |                              |                                        | آری                                         |
| مردان ایکس: کلاس اول           | آری                          | آری                                    |                                             |
| ولورین                         |                              |                                        | آری                                         |
| مردان ایکس: روزهای گذشته آینده |                              | آری                                    | آری                                         |
| مردان ایکس: آپوکالیپس          |                              | آری                                    |                                             |
| لوگن                           |                              |                                        | آری                                         |
| دارک فینکس                     |                              | آری                                    |                                             |

#### تفاوت‌های شخصیت در مجلات و فیلم‌های سینمایی
به‌طور کلی، تفاوت‌های بسیاری در مورد داستان‌ها و شخصیت‌ها در مجلات و فیلم‌های سینمایی مردان ایکس وجود دارد. در این‌جا تنها به چند مورد که به‌طور خاص به پروفسور ایکس مربوط می‌شود، اشاره می‌شود:
- علت فلج شدن پروفسور ایکس در کتاب‌ها، آسیب دیدن او در نبرد با یک موجود فضایی به نام لوسیفر است. در حالی که در فیلم مردان ایکس: کلاس اول، پروفسور به علت برخورد گلوله به کمرش فلج می‌شود. مویرا مک‌تاگرت (اولین همسر پروفسور در مجلات) و مگنیتو به‌طور ناخواسته باعث این اتفاق می‌شوند. همچنین در مجلات، پروفسور نمی‌تواند بعد از فلج شدن راه برود. در حالی که در فیلم مردان ایکس: روزهای گذشته آینده، او می‌تواند با تزریق روزانهٔ داروی مخصوصی به بدنش راه برود، گر چه این دارو باعث از بین رفتن قدرت‌های او به صورت روزانه می‌شود.

البته در مجلات، پروفسور بعد از نابود شدن بدن اصلی‌اش و انتقال دادن روح خود به بدن شخصی دیگر (که فلج نیست)، می‌تواند دوباره راه برود؛ ولی در فیلم مردان ایکس: روزهای گذشته آینده، پروفسور میانسال هنوز در بدن اصلی خود است.
- در مجلات، پروفسور در نوجوانی موهای سر خود را از دست می‌دهد. در فیلم‌های سینمایی، این اتفاق در میانسالی او رخ می‌دهد.
- در مجلات، پروفسور ایکس در طول سفرش در خاورمیانه با مگنیتو آشنا و دوست می‌شود؛ در حالی که در فیلم مردان ایکس: کلاس اول، این دو برای اولین بار در ایالات متحده آمریکا و در جریان تعقیب سباستین شاو با یک دیگر آشنا می‌شوند.
- در مجلات جاگرنات برادر خواندهٔ پروفسور است. تا کنون در فیلم‌ها (با وجود حضور جاگرنات) این رابطه بیان نشده است.
- در فیلم مردان ایکس: کلاس اول، میستیک خواهر خواندهٔ پروفسور است. در مجلات چنین رابطه‌ای وجود ندارد.